# تاترا تی۷۷

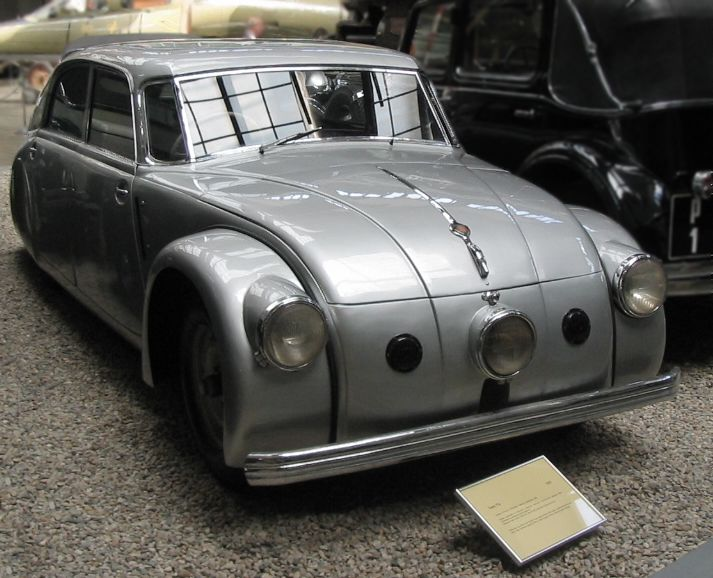

تاترا تی۷۷ (Tatra T۷۷) خودرویی است که در سال‌های ۱۹۳۴ تا ۱۹۳۵ Tatra T۷۷۱۹۳۵-۱۹۳۸ Tatra T۷۷A
۲۴۹ produced
(+ ۴ pre-serial in ۱۹۳۳) در موراوی و چکسلواکی تولید شده‌است. طراحی آن خودروهای موتور عقب-محور عقب بوده طول آن در حالت طبیعی ۵٬۰۰۰ میلیمتر (۱۹۶٫۹ اینچ) و عرض آن در حالت طبیعی ۱٬۶۵۰ میلیمتر (۶۵٫۰ اینچ) است. سیستم جعبه‌دندهٔ آن ۴ دنده به صورت دستی است.
(Tatra 77) یکی از نخستین خودروهای تولید انبوه با طراحی آیرودینامیک در جهان است که توسط شرکت چک‌اسلواکی تاترا بین سال‌های ۱۹۳۴ تا ۱۹۳۸ تولید شد. این خودرو به‌دلیل طراحی انقلابی، فناوری پیشرفته و عملکرد خارق‌العاده، به عنوان یک شاهکار مهندسی در دوران پیش از جنگ جهانی دوم شناخته می‌شود. طراحی آن توسط هانس لدوینکا و اریش یوبلاکر با همکاری پل جارای، مهندس آیرودینامیک شرکت زپلین، انجام شد

### تاریخچه و توسعه
پیشینه: تاترا ۷۷ بر اساس پروژهٔ آزمایشی Tatra V570 توسعه یافت که اولین نمونهٔ آن در ۱۹۳۱ ساخته شد. این پروژه با هدف ساخت خودرویی کم‌مصرف و آیرودینامیک آغاز شد، اما مدیریت تاترا تصمیم گرفت این فناوری را در یک خودروی لوکس به کار گیرد.
رونمایی: این خودرو در مارس ۱۹۳۴ در نمایشگاه خودروی پراگ معرفی شد و سپس در نمایشگاه‌های برلین و پاریس به نمایش درآمد. عملکرد آن در تست‌های جاده‌ای (با رسیدن به سرعت ۱۴۵ کیلومتر بر ساعت) توجه جهانیان را جلب کرد.
نسل دوم (T77A): در ۱۹۳۶، نسخهٔ بهبودیافته‌ای با موتور ۳.۴ لیتری و کابین طولانی‌تر معرفی شد که قدرت را به ۷۵ اسب بخار افزایش داد.

### طراحی آیرودینامیک
ضریب درگ (Cd): طراحی بدنه با الهام از هواپیماها، ضریب درگ را به ۰.۲۱۲ (در مدل ۱:۵) کاهش داد که برای آن زمان بی‌سابقه بود.
بدنه: فرم قطره‌ای، سقف پایین، و فین پشتی برای بهبود پایداری در سرعت‌های بالا

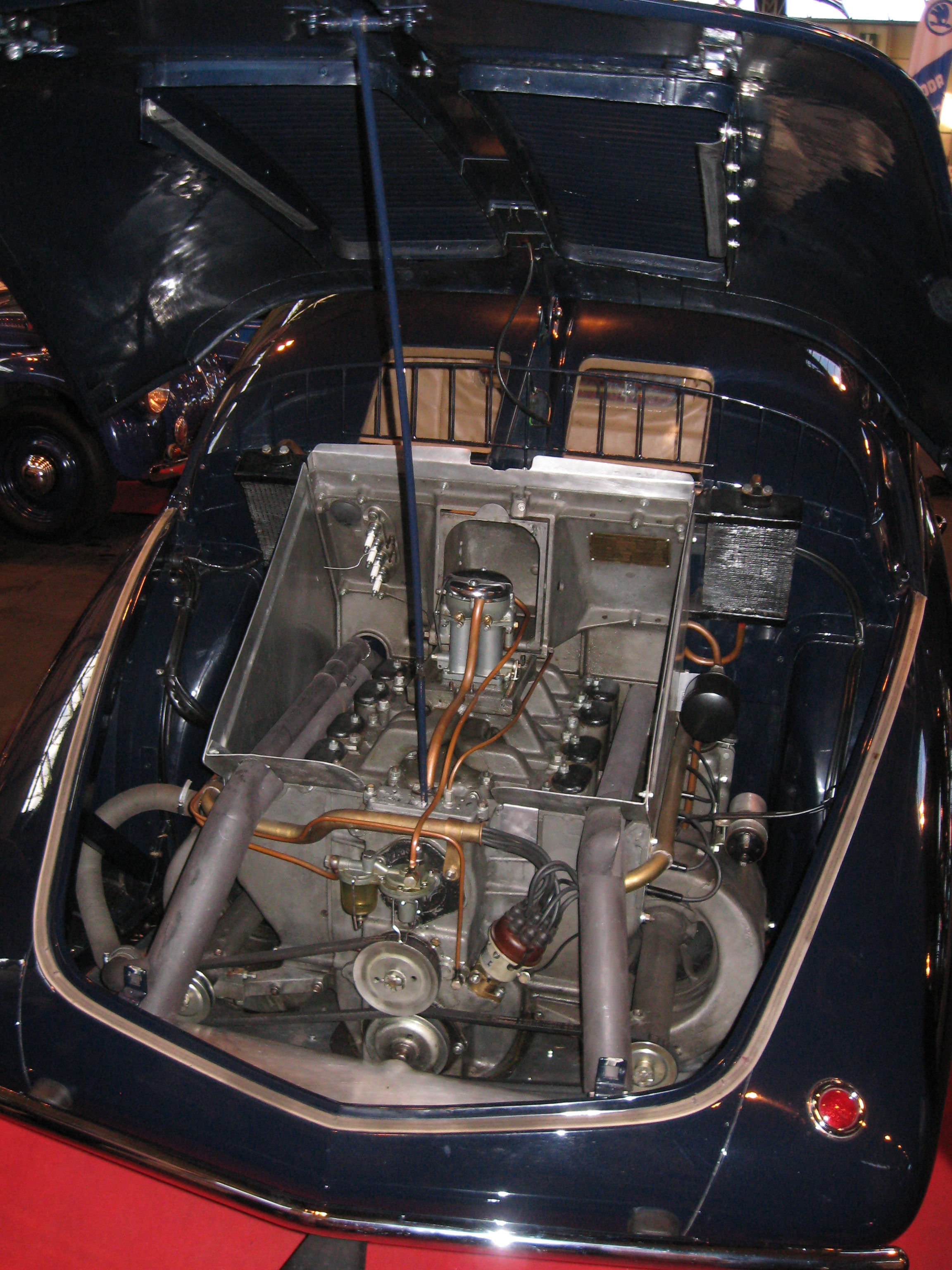

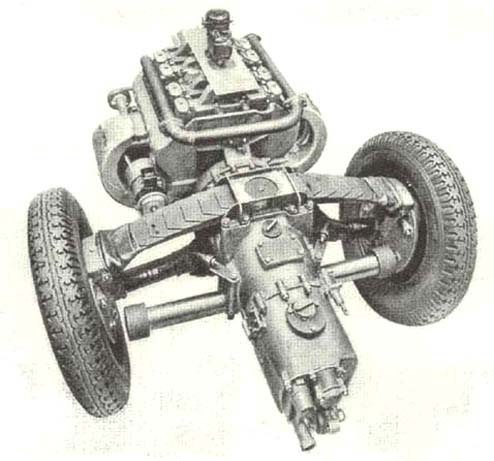

### پیشرانه و سیستم تعلیق
موتور: یک V8 هواخنک با حجم ۳.۰ لیتر (در T77) و ۳.۴ لیتر (در T77A) که از آلیاژهای سبک منیزیم ساخته شده بود. این موتور با یک میل‌بادامک مرکزی و بدون میله‌های فشار، طراحی منحصربه‌فردی داشت.
```
سیستم تعلیق: مستقل در تمام چرخ‌ها با محورهای نوسانی در عقب و فنرهای عرضی

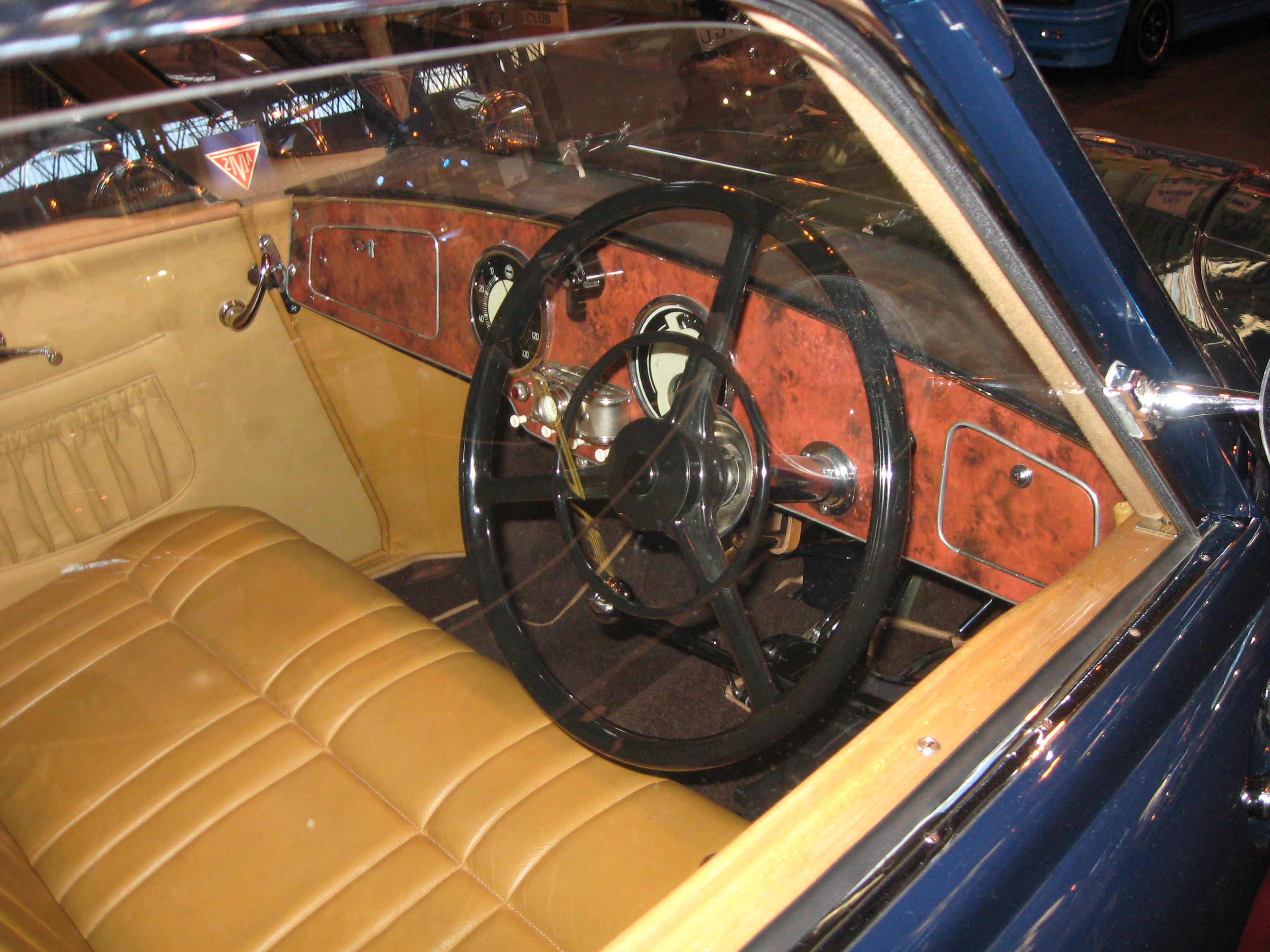

```

### امکانات و فضای داخلی
کابین: گنجایش ۵ تا ۶ نفر با صندلی‌های چرمی و options مانند سانروف تمام‌طول و فرمان مرکزی (در برخی مدل‌ها

### تولید و مدل‌های مرتبط
تعداد تولید: تنها ۲۴۹ دستگاه از T77 و T77A ساخته شد که امروزه کمتر از ۲۰ دستگاه باقی مانده‌اند.
جانشینان: تاترا ۸۷ (با موتور ۳.۰ لیتری) و تاترا ۹۷ (با موتور چهارسیلندر)

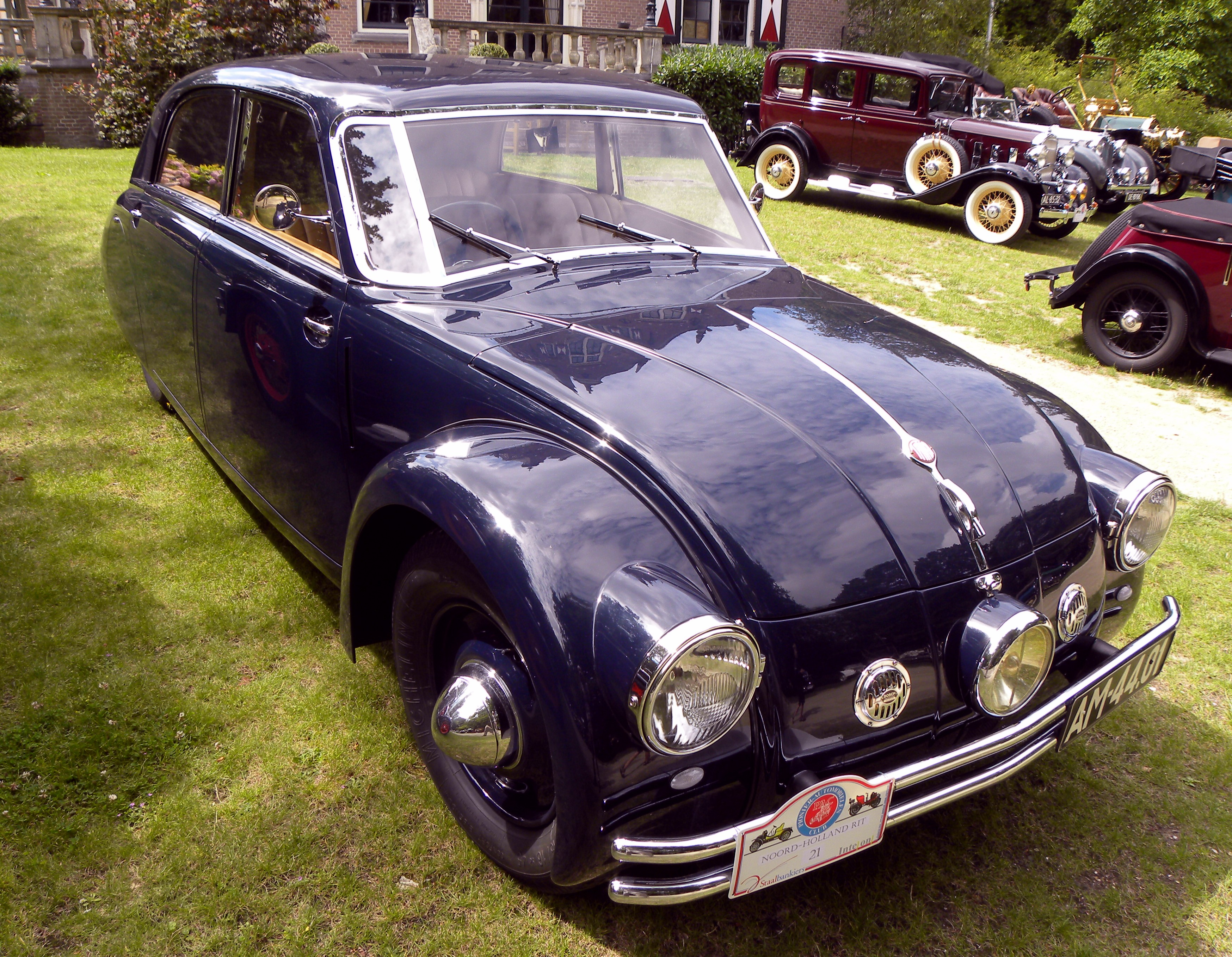
tatra77

### تأثیر و میراث
تأثیر بر صنعت: طراحی T77 الهام‌بخش خودروهایی مانند فولکس‌واگن بیتل و پورشه بود. در ۱۹۶۵، فولکس‌واگن به دلیل شباهت طراحی، غرامتی به تاترا پرداخت3.
میراث فرهنگی: این خودرو در فیلم The Transatlantic Tunnel (۱۹۳۵) به کار رفت و نماد پیشرفت فناوری در دوران خود شد.

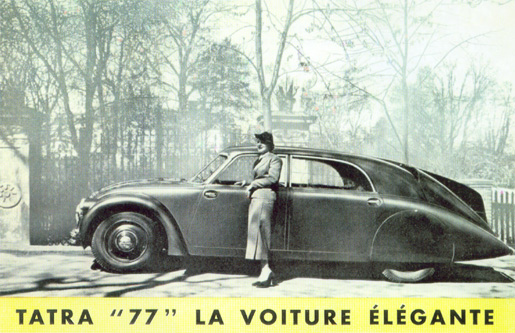

### جمع‌بندی
تاترا ۷۷ با ترکیب آیرودینامیک پیشرفته، فناوری نوآورانه و لوکس‌گرایی، نقطهٔ عطفی در تاریخ خودروسازی محسوب می‌شود. امروزه مدل‌های باقی‌مانده از آن، جزو کلکسیون‌های میلیون‌دلاری هستند، از جمله نمونه‌ای که در ۲۰۱۹ به قیمت ۴۱۲٬۰۰۰ دلار فروخته شد.